# Figsbury Ring
Der Figsbury Ring in Wiltshire ist ein ovales, etwa 15,5 Hektar großes Hillfort in der Firsdown Parish, nordöstlich von Salisbury in England. Seine Zugänge befinden sich im Osten und Westen.
Das Hillfort ist insofern anders als andere Anlagen in Wiltshire, als es neben dem äußeren auch einen inneren Graben besitzt. Der äußere Graben ist zu flach, um das Material für den hohen Wall geliefert zu haben. Maud Cunnington (1869–1951) hat daher vorgeschlagen, dass das restliche Baumaterial aus dem inneren Graben entnommen wurde, der einen unfertigen Eindruck macht. Der innere Graben hat einen gleichmäßigen Abstand von etwa 30,0 m vom Wall. Cunningtons Ausgrabung von 1924 zeigte, dass das Material von Graben und Wall identisch ist. Andere Wissenschaftler halten den Kreisgraben für ein frühes Henge, aber es sind keine Funde aus der Jungsteinzeit gemacht worden, so dass diese Interpretation unwahrscheinlich ist.
Figsbury Ring wurde jeweils zeitweilig, aber über einen längeren Zeitraum genutzt. Die Ausgrabung erbrachte Scherben von "All Cannings Ware" und Tierknochen, aber keine Anzeichen einer Wohnbebauung. Der Großteil der Keramik, die in Clustern im inneren Graben und unter dem südwestlichen Abschnitt des Walles gefunden wurde, stammt aus der frühen Eisenzeit.
Ein bronzezeitliches Schwertblatt, das sich im Ashmolean Museum in Oxford befindet, soll im Figsbury Ring gefunden worden sein. Der Griff zeigt, dass es aus der späten Bronze- oder frühen Eisenzeit stammt.